# 维耶科斯拉夫·帕斯科维奇
维耶科斯拉夫·帕斯科维奇（羅馬化：Vjekoslav Pasković，1985年3月23日—），黑山男子水球运动员。他曾代表黑山国家队参加2008年、2012年和2016年夏季奥林匹克运动会水球比赛，均获得第四名。